# Chrysoperla exul
Chrysoperla exul is een insect uit de familie van de gaasvliegen (Chrysopidae), die tot de orde netvleugeligen (Neuroptera) behoort.
Chrysoperla exul is voor het eerst wetenschappelijk beschreven door McLachlan in 1869.